# Факториал
Факториа́л — функция, определённая на множестве неотрицательных целых чисел. Название происходит от лат. factorialis — действующий, производящий, умножающий; обозначается {\displaystyle n!}, произносится эн факториа́л. Факториал натурального числа {\displaystyle n} определяется как произведение всех натуральных чисел от 1 до {\displaystyle n} включительно:
{\displaystyle n!=1\cdot 2\cdot \ldots \cdot n=\prod _{k=1}^{n}k}.
Например,
{\displaystyle 5!=1\cdot 2\cdot 3\cdot 4\cdot 5=120}.
Для {\displaystyle n=0} принимается в качестве соглашения, что:
{\displaystyle 0!=1}.
| n  | n!                            |
| -- | ----------------------------- |
| 0  | 1                             |
| 1  | 1                             |
| 2  | 2                             |
| 3  | 6                             |
| 4  | 24                            |
| 5  | 120                           |
| 6  | 720                           |
| 7  | 5040                          |
| 8  | 40320                         |
| 9  | 362880                        |
| 10 | 3628800                       |
| 11 | 39916800                      |
| 12 | 479001600                     |
| 13 | 6227020800                    |
| 14 | 87178291200                   |
| 15 | 1307674368000                 |
| 16 | 20922789888000                |
| 17 | 355687428096000               |
| 18 | 6402373705728000              |
| 19 | 121645100408832000            |
| 20 | 2432902008176640000           |
| 21 | 51 090 942 171 709 440 000    |
| 22 | 1 124 000 727 777 607 680 000 |

Факториал активно используется в различных разделах математики: комбинаторике, математическом анализе, теории чисел, функциональном анализе и др.
Факториал является чрезвычайно быстро растущей функцией. Он растёт быстрее, чем любая показательная функция или любая степенная функция, а также быстрее, чем любая сумма произведений этих функций. Однако степенно-показательная функция {\displaystyle n^{n}} растёт быстрее факториала, так же как и большинство двойных степенных, например {\displaystyle e^{e^{n}}}.

## Свойства

### Рекуррентная формула
Факториал может быть задан следующей рекуррентной формулой:
{\displaystyle n!={\begin{cases}1&n=0,\\n\cdot (n-1)!&n>0.\end{cases}}}

### Комбинаторная интерпретация
В комбинаторике факториал натурального числа n интерпретируется как количество перестановок (упорядочиваний) множества из n элементов.
Например, для множества {A,B,C,D} из 4-х элементов существует 4! = 24 перестановки:
```
ABCD  BACD  CABD  DABC
ABDC  BADC  CADB  DACB
ACBD  BCAD  CBAD  DBAC
ACDB  BCDA  CBDA  DBCA
ADBC  BDAC  CDAB  DCAB
ADCB  BDCA  CDBA  DCBA
```

Комбинаторная интерпретация факториала подтверждает целесообразность соглашения {\displaystyle 0!=1} — количество перестановок пустого множества равно единице. Кроме того, формула для числа размещений из {\displaystyle n} элементов по {\displaystyle m}
{\displaystyle A_{n}^{m}={\frac {n!}{(n-m)!}}}
при {\displaystyle n=m} обращается в формулу для числа перестановок из {\displaystyle n} элементов (порядка {\displaystyle n}), которое равно {\displaystyle n!}.
Также из формулы включений-исключений следует данная формула для факториала:
{\displaystyle \sum _{n=0}^{N}\left(-1\right)^{N-n}n^{N}C_{N}^{n}=N!}

### Связь с гамма-функцией

Пи-функция, определённая для всех вещественных чисел, кроме отрицательных целых, и совпадающая при натуральных значениях аргумента с факториалом.

Факториал связан с гамма-функцией от целочисленного аргумента соотношением
{\displaystyle n!=\Gamma (n+1)}.
Это же выражение используют для обобщения понятия факториала на множество вещественных чисел. Используя аналитическое продолжение гамма-функции, область определения факториала также расширяют на всю комплексную плоскость, исключая особые точки при {\displaystyle n=-1,-2,-3\ldots }.
Непосредственным обобщением факториала на множества вещественных и комплексных чисел служит пи-функция {\displaystyle \Pi (z)=\Gamma (z+1)}, которая при {\displaystyle \mathrm {Re} (z)>-1} может быть определена как
{\displaystyle \Pi (z)=\int _{0}^{\infty }t^{z}e^{-t}\,\mathrm {d} t} (интегральное определение).
Пи-функция натурального числа или нуля совпадает с его факториалом: {\displaystyle \Pi (n)=n!}. Как и факториал, пи-функция удовлетворяет рекуррентному соотношению {\displaystyle \Pi (z)=z\Pi (z-1)}.

### Формула Стирлинга
Формула Стирлинга — асимптотическая формула для вычисления факториала:
{\displaystyle n!={\sqrt {2\pi n}}\left({\frac {n}{e}}\right)^{n}\left(1+{\frac {1}{12n}}+{\frac {1}{288n^{2}}}-{\frac {139}{51840n^{3}}}-{\frac {571}{2488320n^{4}}}+{\frac {163879}{209018880n^{5}}}+{\frac {5246819}{75246796800n^{6}}}+O\left(n^{-7}\right)\right),}
см. O-большое.
Во многих случаях для приближённого вычисления факториала достаточно рассматривать только главный член формулы Стирлинга:
{\displaystyle n!\approx {\sqrt {2\pi n}}\left({\frac {n}{e}}\right)^{n}.}
При этом можно утверждать, что
{\displaystyle {\sqrt {2\pi n}}\left({\frac {n}{e}}\right)^{n}e^{1/(12n+1)}<n!<{\sqrt {2\pi n}}\left({\frac {n}{e}}\right)^{n}e^{1/(12n)}.}
Формула Стирлинга позволяет получить приближённые значения факториалов больших чисел без непосредственного перемножения последовательности натуральных чисел. Например, с помощью формулы Стирлинга легко подсчитать, что:
- 100! ≈ 9,33×10157
- 1000! ≈ 4,02×102567
- 10 000! ≈ 2,85×1035 659

### Разложение на простые множители
Каждое простое число p входит в разложение n! на простые множители в степени определяемой следующей формулой:
{\displaystyle \left\lfloor {\frac {n}{p}}\right\rfloor +\left\lfloor {\frac {n}{p^{2}}}\right\rfloor +\left\lfloor {\frac {n}{p^{3}}}\right\rfloor +\ldots .}
Таким образом,
{\displaystyle n!=\prod _{p}p^{\lfloor {\frac {n}{p}}\rfloor +\lfloor {\frac {n}{p^{2}}}\rfloor +\ldots },}
где произведение берётся по всем простым числам. Можно заметить, что для всякого простого p большего n соответствующий множитель в произведении равен 1; следовательно, произведение можно брать лишь по простым p, не превосходящим n.

### Связь спроизводной от степенной функции
Для целого неотрицательного числа n:
{\displaystyle \left(x^{n}\right)^{(n)}=n!}
Например:
{\displaystyle \left(x^{5}\right)^{(5)}=\left(5\cdot x^{4}\right)^{(4)}=\left(5\cdot 4\cdot x^{3}\right)'''=\left(5\cdot 4\cdot 3\cdot x^{2}\right)''=\left(5\cdot 4\cdot 3\cdot 2\cdot x\right)'={5\cdot 4\cdot 3\cdot 2\cdot 1}=5!}

### Другие свойства
Для натурального числа {\displaystyle n}:
{\displaystyle n!^{2}\geqslant n^{n}\geqslant n!\geqslant n}
Для любого {\displaystyle n>1}:
{\displaystyle n!} не является квадратом целого числа;
Для любого {\displaystyle n>4}:
{\displaystyle n!} оканчивается на 0;
Для любого {\displaystyle n>9}:
{\displaystyle n!} оканчивается на 00.
Если {\displaystyle n} простое число:
{\displaystyle (n-1)!+1} делится на {\displaystyle n} (теорема Вильсона)

## История
Факториальные выражения появились ещё в ранних исследованиях по комбинаторике, хотя компактное обозначение {\displaystyle n!} предложил французский математик Кристиан Крамп только в 1808 году. Важным этапом стало открытие формулы Стирлинга, которую Джеймс Стирлинг опубликовал в своём трактате «Дифференциальный метод» (лат. Methodus differentialis, 1730 год). Немного ранее почти такую же формулу опубликовал друг Стирлинга Абрахам де Муавр, но в менее завершённом виде (вместо коэффициента {\displaystyle {\sqrt {2\pi }}} была неопределённая константа).
Стирлинг подробно исследовал свойства факториала, вплоть до выяснения вопроса о том, нельзя ли распространить это понятие на произвольные вещественные числа. Он описал несколько возможных путей к реализации этой идеи и высказал мнение, что:
{\displaystyle \left({1 \over 2}\right)!={\frac {\sqrt {\pi }}{2}}}
Стирлинг не знал, что годом ранее решение проблемы уже нашёл Леонард Эйлер. В письме к Кристиану Гольдбаху Эйлер описал требуемое обобщение:
{\displaystyle x!=\lim _{m\to \infty }{\frac {m^{x}m!}{(x+1)(x+2)\dots (x+m)}}}
Развивая эту идею, Эйлер в следующем, 1730 году, ввёл понятие гамма-функции в виде классического интеграла. Эти результаты он опубликовал в журнале Петербургской академии наук в 1729—1730 годах.

## Обобщения

### Двойной факториал
Двойной факториал числа n обозначается n‼ и определяется как произведение всех натуральных чисел в отрезке [1,n], имеющих ту же чётность, что и n.
- Для чётного n:

{\displaystyle n!!=2\cdot 4\cdot 6\cdot \ldots \cdot n=\prod _{i=1}^{\frac {n}{2}}2i=2^{{\color {white}1}^{\!\!\!\!{\frac {n}{2}}}}\cdot \left({\frac {n}{2}}\right)!}
- Для нечётного n:

{\displaystyle n!!={1\cdot 3\cdot 5\cdot \ldots \cdot n}=\prod _{i=0}^{\frac {n-1}{2}}(2i+1)={\frac {n!}{2^{{\color {white}1}^{\!\!\!\!{\frac {n-1}{2}}}}\cdot \left({\frac {n-1}{2}}\right)!}}}
Связь между двойными факториалами двух соседних целых неотрицательных чисел и обычным факториалом одного из них.
{\displaystyle n!!={\frac {n!}{(n-1)!!}}}
- Формула для чётного n:

{\displaystyle n!!=2^{{\color {white}1}^{\!\!\!\!{\frac {n}{2}}}}\cdot \left({\frac {n}{2}}\right)!}
| Выведение формулы: {\displaystyle {\begin{aligned}n!!&={\color {Gray}\underbrace {\color {Black}2\cdot 4\cdot 6\cdot \ldots \cdot n} _{\color {Black}{\tfrac {n}{2}}}}={\color {Gray}\underbrace {\color {OliveGreen}2\cdot 2\cdot 2\cdot \ldots \cdot 2} _{\color {Black}{\tfrac {n}{2}}}}\;\cdot \;{\frac {\;2\cdot 4\cdot 6\cdot \ldots \cdot n\;}{\color {Gray}\underbrace {\color {OliveGreen}2\cdot 2\cdot 2\cdot \ldots \cdot 2} _{\color {Black}{\tfrac {n}{2}}}}}=\\&={2^{{\color {white}1}^{\!\!\!\!{\frac {n}{2}}}}\cdot \left(1\cdot 2\cdot 3\cdot \ldots \cdot {\frac {n}{2}}\right)}=2^{{\color {white}1}^{\!\!\!\!{\frac {n}{2}}}}\cdot \left({\frac {n}{2}}\right)!\end{aligned}}} |

Пример, иллюстрирующий использованное выше выведение формулы:
{\displaystyle {\begin{aligned}14!!&=2^{\frac {14}{2}}\cdot \left({\frac {14}{2}}\right)!=2^{7}\cdot 7!=\\&=(2\cdot 2\cdot 2\cdot 2\cdot 2\cdot 2\cdot 2)\cdot (1\cdot 2\cdot 3\cdot 4\cdot 5\cdot 6\cdot 7)=\\&=(2\cdot 1)(2\cdot 2)(2\cdot 3)(2\cdot 4)(2\cdot 5)(2\cdot 6)(2\cdot 7)=\\&=2\cdot 4\cdot 6\cdot 8\cdot 10\cdot 12\cdot 14=645120\end{aligned}}}
- Формула для нечётного n:

{\displaystyle n!!={\frac {n!}{2^{{\color {white}1}^{\!\!\!\!{\frac {n-1}{2}}}}\cdot \left({\frac {n-1}{2}}\right)!}}}
| Выведение формулы: {\displaystyle {\begin{aligned}n!!&={\color {Gray}\underbrace {\color {Black}1\cdot 3\cdot 5\cdot \ldots \cdot n} _{\color {Black}{\frac {n+1}{2}}}}={\frac {{\color {Gray}\overbrace {\color {OliveGreen}2\cdot 4\cdot 6\cdot \ldots \cdot (n-1)} ^{\color {Black}{\frac {n-1}{2}}}}\cdot {\color {Gray}\overbrace {\color {Black}1\cdot 3\cdot 5\cdot 7\cdot \ldots \cdot (n-2)\cdot n} ^{\color {Black}{\frac {n+1}{2}}}}}{\color {Gray}\underbrace {\color {OliveGreen}2\cdot 4\cdot 6\cdot \ldots \cdot (n-1)} _{\color {Black}{\frac {n-1}{2}}}}}=\\&={\frac {\color {Gray}\overbrace {\color {Black}1\cdot {\color {OliveGreen}2}\cdot 3\cdot {\color {OliveGreen}4}\cdot 5\cdot {\color {OliveGreen}6}\cdot 7\cdot \ldots \cdot (n-2)\cdot {\color {OliveGreen}(n-1)}\cdot n} ^{\color {Black}n}}{\color {Gray}\underbrace {\color {OliveGreen}2\cdot 4\cdot 6\cdot \ldots \cdot (n-1)} _{\color {Black}{\frac {n-1}{2}}}}}={\frac {n!}{\color {Gray}\underbrace {\color {Black}2\cdot 4\cdot 6\cdot \ldots \cdot (n-1)} _{\color {Black}{\frac {n-1}{2}}}}}={\frac {n!}{(n-1)!!}}\end{aligned}}} Таким образом можно показать связь между двойными факториалами двух соседних неотрицательных целых чисел через обычный факториал одного из них. Далее продолжим выведение формулы для двойного факториала нечётного n. Вернёмся на шаг назад (до возникновения в явном виде (n-1)!!) и осуществим некоторые тождественные алгебраические преобразования над знаменателем: {\displaystyle {\begin{aligned}&{\color {Gray}\underbrace {\color {Black}2\cdot 4\cdot 6\cdot \ldots \cdot (n-1)} _{\color {Black}{\frac {n-1}{2}}}}={\color {Gray}\underbrace {\color {OliveGreen}2\cdot 2\cdot 2\cdot \ldots \cdot 2} _{\color {Black}{\tfrac {n-1}{2}}}}\;\cdot \;{\frac {\;2\cdot 4\cdot 6\cdot \ldots \cdot (n-1)\;}{\color {Gray}\underbrace {\color {OliveGreen}2\cdot 2\cdot 2\cdot \ldots \cdot 2} _{\color {Black}{\tfrac {n-1}{2}}}}}=\\&={2^{{\color {white}1}^{\!\!\!\!{\frac {n-1}{2}}}}\cdot \left(1\cdot 2\cdot 3\cdot \ldots \cdot {\frac {n-1}{2}}\right)}=2^{{\color {white}1}^{\!\!\!\!{\frac {n-1}{2}}}}\cdot \left({\frac {n-1}{2}}\right)!\end{aligned}}} Подставим полученное выражение для знаменателя обратно в формулу для {\displaystyle n!!}: {\displaystyle n!!={\frac {n!}{2^{{\color {white}1}^{\!\!\!\!{\frac {n-1}{2}}}}\cdot \left({\frac {n-1}{2}}\right)!}}} |

Пример, иллюстрирующий использованное выше выведение формулы:
{\displaystyle {\begin{aligned}15!!&={\frac {15!}{2^{{\color {white}1}^{\!\!\!\!{\frac {15-1}{2}}}}\cdot \left({\frac {15-1}{2}}\right)!}}={\frac {15!}{2^{{\color {white}1}^{\!\!\!7}}\cdot 7!}}=\\&={\color {white}\overbrace {\color {Black}{\frac {1\cdot 2\cdot 3\cdot 4\cdot 5\cdot 6\cdot 7\cdot 8\cdot 9\cdot 10\cdot 11\cdot 12\cdot 13\cdot 14\cdot 15}{(2\cdot 2\cdot 2\cdot 2\cdot 2\cdot 2\cdot 2)\cdot (1\cdot 2\cdot 3\cdot 4\cdot 5\cdot 6\cdot 7)}}} }=\\&={\color {white}\overbrace {\color {Black}{\frac {1\cdot 2\cdot 3\cdot 4\cdot 5\cdot 6\cdot 7\cdot 8\cdot 9\cdot 10\cdot 11\cdot 12\cdot 13\cdot 14\cdot 15}{(2\cdot 1)(2\cdot 2)(2\cdot 3)(2\cdot 4)(2\cdot 5)(2\cdot 6)(2\cdot 7)}}} }=\\&={\color {white}\overbrace {\color {Black}{\frac {1\cdot {\color {OliveGreen}2}\cdot 3\cdot {\color {OliveGreen}4}\cdot 5\cdot {\color {OliveGreen}6}\cdot 7\cdot {\color {OliveGreen}8}\cdot 9\cdot {\color {OliveGreen}10}\cdot 11\cdot {\color {OliveGreen}12}\cdot 13\cdot {\color {OliveGreen}14}\cdot 15}{\color {OliveGreen}2\cdot 4\cdot 6\cdot 8\cdot 10\cdot 12\cdot 14}}} }=\\&={\color {white}\overbrace {\color {Black}1\cdot 3\cdot 5\cdot 7\cdot 9\cdot 11\cdot 13\cdot 15} }=2027025\end{aligned}}}
Осуществив замену {\displaystyle n=2k} для чётного n и {\displaystyle n=2k+1} для нечётного n соответственно, где {\displaystyle k} — целое неотрицательное число, получим:
- для чётного числа:

{\displaystyle (2k)!!=2\cdot 4\cdot 6\cdot \ldots \cdot 2k=\prod _{i=1}^{k}2i=2^{k}\cdot k!}
- для нечётного числа:

{\displaystyle (2k+1)!!=1\cdot 3\cdot 5\cdot \ldots \cdot (2k+1)=\prod _{i=0}^{k}(2i+1)={\frac {(2k+1)!}{2^{k}\cdot k!}}}
По договорённости: {\displaystyle 0!!=1}. Также это равенство выполняется естественным образом:
{\displaystyle 0!!=2^{0}\cdot 0!=1\cdot 1=1}
Двойной факториал, так же, как и обычный факториал, определён только для целых неотрицательных чисел.
Последовательность значений n!! начинается так:
1, 1, 2, 3, 8, 15, 48, 105, 384, 945, 3840, 10 395, 46 080, 135 135, 645 120, 2 027 025, 10 321 920, 34 459 425, 185 794 560, 654 729 075, 3 715 891 200, 13 749 310 575, 81 749 606 400, 316 234 143 225, 1 961 990 553 600, 7 905 853 580 625, 51 011 754 393 600, …

### Кратный факториал
m-кратный факториал числа n обозначается {\displaystyle \textstyle n\underbrace {!!\ldots !} _{m}} и определяется следующим образом. Пусть число n представимо в виде {\displaystyle n=mk-r,} где {\displaystyle k\in \mathbb {Z} ,} {\displaystyle r\in \{0,1,\ldots ,m-1\}.} Тогда
{\displaystyle n\underbrace {!!\ldots !} _{m}=\prod _{i=1}^{k}(mi-r)}
Обычный и двойной факториалы являются частными случаями m-кратного факториала для m = 1 и m = 2 соответственно.
Кратный факториал связан с гамма-функцией следующим соотношением:
{\displaystyle n\underbrace {!!\ldots !} _{m}=\prod _{i=1}^{k}(mi-r)=m^{k}\cdot {\frac {\Gamma \left(k-{\frac {r}{m}}+1\right)}{\Gamma \left(1-{\frac {r}{m}}\right)}}.}
Также кратный факториал {\displaystyle \textstyle n\underbrace {!!\ldots !} _{m}} возможно записывать в сокращенном виде {\displaystyle n!_{(m)}}.

### Неполный факториал

#### Убывающий факториал
Убывающим факториалом называется выражение
{\displaystyle (n)_{k}=n^{\underline {k}}=n^{[k]}=n\cdot (n-1)\cdot \ldots \cdot (n-k+1)={\frac {n!}{(n-k)!}}=\prod _{i=n-k+1}^{n}i}.
Например:
n = 7; k = 4,
(n − k) + 1 = 4,
nk = 7 • 6 • 5 • 4 = 840.
Убывающий факториал даёт число размещений из n по k.

#### Возрастающий факториал
Возрастающим факториалом называется выражение
{\displaystyle n^{(k)}=n^{\overline {k}}=n\cdot (n+1)\cdot \ldots \cdot (n+k-1)={\frac {(n+k-1)!}{(n-1)!}}=\prod _{i=n}^{(n+k)-1}i.}

### Праймориал или примориал
Праймориал или примориал (англ. primorial) числа n обозначается pn# и определяется как произведение n первых простых чисел. Например,
{\displaystyle p_{5}\#=2\times 3\times 5\times 7\times 11=2310}.
Иногда праймориалом называют число {\displaystyle n\#}, определяемое как произведение всех простых чисел, не превышающих заданное n.
Последовательность праймориалов (включая {\displaystyle {\textstyle {1\#\equiv 1}}}) начинается так:
1, 2, 6, 30, 210, 2310, 30 030, 510 510, 9 699 690, 223 092 870, 6 469 693 230, 200 560 490 130, 7 420 738 134 810, 304 250 263 527 210, 13 082 761 331 670 030, 614 889 782 588 491 400, 32 589 158 477 190 046 000, 1 922 760 350 154 212 800 000, …

### Фибонориал или фибоначчиал
Произведение нескольких первых чисел Фибоначчи. Записывается n!F.
Например, : 6!F = {\displaystyle 1\times 1\times 2\times 3\times 5\times 8=240}.

### Суперфакториал
Нейл Слоан и Симон Плуффэ в 1995 году определили суперфакториал как произведение первых n факториалов. Согласно этому определению, суперфакториал четырёх равен
{\displaystyle \operatorname {sf} (4)=1!\times 2!\times 3!\times 4!=288}
(поскольку устоявшегося обозначения нет, используется функциональное).
В общем
{\displaystyle \operatorname {sf} (n)=\prod _{k=1}^{n}k!=\prod _{k=1}^{n}k^{n-k+1}=1^{n}\cdot 2^{n-1}\cdot 3^{n-2}\cdots (n-1)^{2}\cdot n^{1}.}
Последовательность суперфакториалов чисел {\displaystyle n\geqslant 0} начинается так:
1, 1, 2, 12, 288, 34 560, 24 883 200, 125 411 328 000, 5 056 584 744 960 000, 1 834 933 472 251 084 800 000, 6 658 606 584 104 737 000 000 000 000, 265 790 267 296 391 960 000 000 000 000 000 000, 127 313 963 299 399 430 000 000 000 000 000 000 000 000 000, …
Идея была обобщена в 2000 году Генри Боттомли, что привело к гиперфакториалам (англ. Hyperfactorial), которые являются произведением первых n суперфакториалов. Последовательность гиперфакториалов чисел {\displaystyle n\geqslant 0} начинается так:
1, 1, 2, 24, 6912, 238 878 720, 5 944 066 965 504 000, 745 453 331 864 786 800 000 000 000, 3 769 447 945 987 085 600 000 000 000 000 000 000 000 000, 6 916 686 207 999 801 000 000 000 000 000 000 000 000 000 000 000 000 000 000 000 000, …
Продолжая рекуррентно, можно определить факториал кратного уровня, или m-уровневый факториал числа n, как произведение (m − 1)-уровневых факториалов чисел от 1 до n, то есть
{\displaystyle \operatorname {mf} (n,m)=\operatorname {mf} (n-1,m)\operatorname {mf} (n,m-1)=\prod _{k=1}^{n}k^{n-k+m-1 \choose n-k},}
где {\displaystyle \operatorname {mf} (n,0)=n} для {\displaystyle n>0} и {\displaystyle \operatorname {mf} (0,m)=1.}

### Гиперфакториал
Гиперфакториал числа n обозначается {\displaystyle \operatorname {H} (n)} и определяется как произведение первых {\displaystyle n} чисел вида:
{\displaystyle \operatorname {H} (n)=1^{1}\times 2^{2}\times 3^{3}\times \dots \times n^{n}=\prod _{k=1}^{n}k^{k}}
Следую обычному определению для пустого произведения: {\displaystyle \operatorname {H} (0)=1}
Последовательность гиперфакториала:
1, 1, 4, 108, 27 648, 86 400 000, 4 031 078 400 000, 3 319 766 398 771 200 000, ...

### Субфакториал
Субфакториал !n определяется как количество беспорядков порядка n, то есть перестановок n-элементного множества без неподвижных точек.
{\displaystyle !n=n!\sum _{k=0}^{n}{\frac {(-1)^{k}}{k!}}}

#### Комбинаторная интерпретация субфакториал
В комбинаторике субфакториал натурального числа n интерпретируется как количество не повторяющихся перестановок (упорядочиваний) множества из n элементов.
Например, для множества {A,B,C,D} из 4-х элементов существует 4! = 24 перестановки:
```
ABCD  BACD  CABD  DABC
ABDC  BADC  CADB  DACB
ACBD  BCAD  CBAD  DBAC
ACDB  BCDA  CBDA  DBCA
ADBC  BDAC  CDAB  DCAB
ADCB  BDCA  CDBA  DCBA
```

Из них совпадают с изначальным вариантом ABCD всего 14 перестановок:
```
A
BCD   A
B
CD   AB
C
D   ABC
D

ABDC   CBAD   BACD   BCAD
ACBD   CBDA   BDCA   CABD
ACDB   DBСA   DACB
ADBC   DBAC
ADCB
```

Где в первом столбце перестановки в которых совпадает A; во втором столбце перестановки в которых совпадает B; в третьем столбце перестановки в которых совпадает C; в четвертом столбце перестановки в которых совпадает D. 
Оставшиеся 9 перестановок и является субфакториалом 4-х  
```
BADC  BCDA  BDAC  CADB  CDAB  CDBA  DABC  DCAB  DCBA
```

Численное доказательство/представление субфакторила 4-х
{\displaystyle !4=4!({\frac {1}{0!}}-{\frac {1}{1!}}+{\frac {1}{2!}}-{\frac {1}{3!}}+{\frac {1}{4!}})=9}
Последовательность субфакториала:
1, 0, 1, 2, 9, 44, 265, 1851, 14 833, 133 496, 1 334 961, 
14 684 570, 176 214 841,
2 290 792 932, 32 071 101 049, 481 066 515 734, 7 697 064 251 745, 130 850 092 279 664,
2 355 301 661 033 953, 44 750 731 559 645 100, 895 014 631 192 902 100, ...